# 俊士
俊士(しゅんし)とは、平安時代以降、文章生に与えられた称号。

## 俊士とは
俊士は大学寮の文章生に与えられた称号である。平安時代初期、文章生が良家の子弟に限られた際に、成績優秀なる文章生5名に与えられた称号として定められた。その後、良家以外の者についても俊士に補せられるようになったが、後に再び良家以外の者も文章生となる機会が拡がるにつれ、俊士の称号も廃された。平安時代末期に至り、明経問者生を俊士と呼んだ例がある。